# 格克蘇河
36°17′45.6″N 34°2′52.8″E / 36.296000°N 34.048000°E

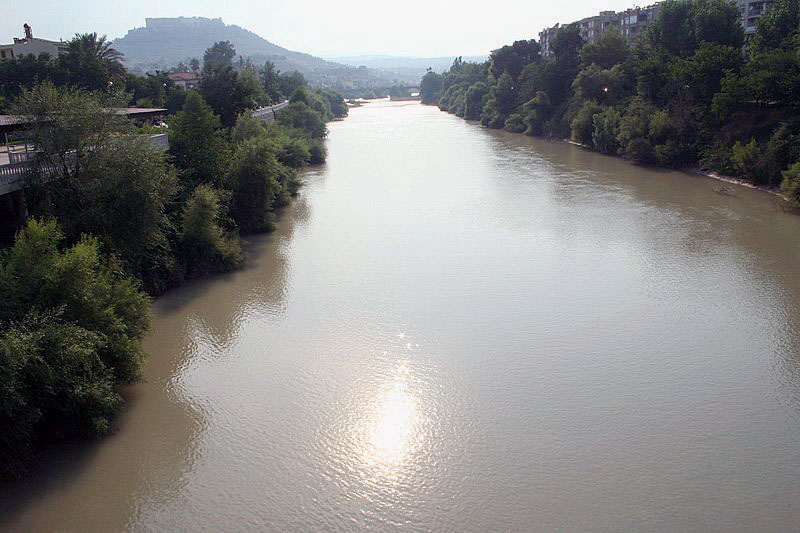

格克蘇河是土耳其的河流，位於該國南部，河道全長260公里，發源自托魯斯山脈，最終在錫利夫凱東南面約16公里注入地中海，該河是超過300種鳥類的棲息地。1190年，神圣罗马帝国皇帝腓特烈一世在参加第三次十字軍東征時于該河中溺死。